# Carlos Dívar
José Carlos Dívar Blanco (Málaga, 31 de diciembre de 1941-Madrid, 11 de noviembre de 2017), más conocido como Carlos Dívar, fue un magistrado español. Fue presidente del Consejo General del Poder Judicial y del Tribunal Supremo desde septiembre de 2008 hasta junio de 2012. Con anterioridad, había sido presidente de la Audiencia Nacional (2001-2008), siendo el único juez en España que ha sido presidente de la Audiencia Nacional y del Tribunal Supremo.
Muy vinculado a Valladolid, a cuya Semana Santa acudía anualmente, está enterrado en esta ciudad.

## Biografía
Nacido en Málaga en 1941, en 1969 ingresó en la carrera judicial tras haberse licenciado en Derecho, que estudió en la Universidad de Deusto y la de Valladolid, ejerciendo como juez en las localidades de Castuera, Durango y Orgaz. Como magistrado, le es asignado un puesto en San Sebastián en 1979, y posteriormente, a partir del 1980, en el Juzgado Central de Instrucción número 4 de la Audiencia Nacional como juez de instrucción. Fue elegido presidente de la Audiencia Nacional por el Consejo General del Poder Judicial en 2001, por un periodo de 5 años, sucediendo de esta manera al anterior presidente, Clemente Auger; en 2006 fue reelegido para el mismo cargo por unanimidad del Consejo.
En 2003, siendo presidente de la Audiencia Nacional, fue objetivo en una acción terrorista de ETA en el recorrido desde su domicilio a la Audiencia Nacional. La banda terrorista colocó un coche bomba con alta potencia de dinamita en su recorrido habitual, pero se evitó el atentado al realizar ese día un trayecto distinto. El coche bomba fue descubierto por la Policía y desactivado horas después. Carlos Dívar, hombre de profundas convicciones católicas, atribuyó su salvación a la Virgen de Fátima, dado que el intento de atentado tuvo lugar el 13 de mayo, festividad de dicha advocación religiosa
Tras el acuerdo alcanzado entre el Partido Popular y el Partido Socialista Obrero Español para renovar el Consejo General del Poder Judicial, fue elegido por unanimidad presidente de dicho órgano y del Tribunal Supremo, sustituyendo así a Francisco José Hernando. Por consiguiente ostentaba los cargos de presidente de la Sala de Gobierno del Tribunal Supremo además de presidente de la Sala Especial del Tribunal Supremo según el artículo 61 de la Ley Orgánica del Poder Judicial. Su designación causó sorpresa debido a sus fuertes convicciones políticas conservadoras, a lo que se suma el hecho de que jamás había formado parte de un órgano judicial colegiado (siempre había sido titular de juzgados), circunstancia que para muchos de sus compañeros constituía un notable inconveniente.
Durante su presidencia destacó la suspensión cautelar de Baltasar Garzón como juez de la Audiencia Nacional acordada por el Consejo el 14 de mayo de 2010, después de que el magistrado instructor del Tribunal Supremo, Luciano Varela, acordara la apertura de juicio oral contra Garzón por presunta prevaricación por la decisión de declararse competente para investigar los crímenes de la represión franquista desde su juzgado de la Audiencia Nacional.
Falleció el 11 de noviembre de 2017 a consecuencia de una enfermedad.

### El escándalo por los viajes a Marbella
Dimitió en junio de 2012 al destaparse un presunto escándalo de pretendida malversación de caudales públicos a raíz de una serie de viajes que realizó a Marbella varios fines de semana, no justificados y pagados con dinero público. La Fiscalía del Tribunal Supremo no consideró delictiva su actuación, pero su figura quedó muy tocada ante la opinión pública y se vio obligado a presentar su dimisión.
El 7 de mayo de 2012, fue denunciado por presunta malversación de fondos públicos por José Manuel Gómez Benítez, vocal del Consejo General del Poder Judicial, quien afirmó que el presidente había gastado cerca de 6.000 € en viajes y hoteles (la cifra creció hasta superar los 15.000 €). Por fin, la Fiscalía archivó la denuncia. Dívar nunca negó que realizara esos viajes de trabajo a Puerto Banús con cargo a los presupuestos del Consejo del Poder Judicial pero afirmó, primero, que ese dinero era una miseria y, luego, que los viajes habían tenido carácter oficial. Según el denunciante, no coincidieron con acto oficial alguno.
En un pleno el 25 de mayo, cinco vocales del CGPJ pidieron su dimisión, a lo que él se negó, lamentando que el asunto hubiera llegado a la opinión pública. En una reunión que mantuvo esa semana con los presidentes de sala y los magistrados que integran la Sala de Gobierno del Tribunal Supremo fue recibido con "extrema frialdad", según la información aparecida en el diario El País del domingo 27 de mayo de 2012. "Dívar exhibió y apeló al decreto exculpatorio del fiscal, eludió dar detalles de sus viajes y gastos pero se ofreció a contestar si alguien tenía alguna pregunta. El silencio glacial que siguió a su ofrecimiento fue el mejor testimonio de lo delicado de su situación", se dice en el artículo.
El jueves 31 de mayo compareció ante los medios de comunicación, asegurando que tenía la “conciencia absolutamente tranquila” y que no existía “ninguna irregularidad ni jurídica ni moral ni política”. Sin embargo ni explicó ni detalló los 20 desplazamientos de fin de semana a Puerto Banús, alegando el "carácter reservado" de los mismos y reafirmando que durante esos viajes había cenado con "personas que tienen carácter público y oficial" y que "no respondían a relaciones personales". También dijo que no tenía pensado dimitir porque no había cometido ninguna "irregularidad jurídica, moral o política". Ese mismo día el ministro de Justicia Alberto Ruiz Gallardón apoyó a Carlos Dívar al afirmar que el CGPJ había dado una muestra de responsabilidad. Además se opuso a la petición de comparecencia ante el Congreso de los Diputados presentada por Izquierda Unida (a la que a última hora también se sumó PSOE), explicando que el presidente del CGPJ no tiene por qué acudir al Parlamento porque "no es competencia" de éste "el control político del órgano de gobierno de la magistratura". Afirmó que las responsabilidades de los miembros del Poder judicial "corresponde que se exijan en el seno del propio Consejo".
El diario El País en su edición impresa del día 5 de junio publicó un informe detallado de los veinte viajes de fin de semana largo realizados por Carlos Dívar entre noviembre de 2008 y marzo de 2012 a Puerto Banús. Según afirma el diario "el Consejo General del Poder Judicial pagó a su presidente, Carlos Dívar, estancias de cuatro días en Marbella (Málaga) con viaje, alojamiento y manutención incluidos, para acudir a actos públicos de unas horas que, a veces, se celebraban en una provincia distinta y, en algunos casos, a 200 kilómetros de distancia". Hubo otros fines de semana largos (se tomó como libres unos veinte días laborables) que los gastos de manutención y alojamiento corrieron de su cuenta, pero el traslado lo cargó al CGPJ y las comidas en restaurantes de lujo las consignó como gastos protocolarios (una de ellas con un solo comensal, él mismo). En los días posteriores, distintas instituciones como el ayuntamiento de Málaga o el expresidente de Cantabria, Miguel Ángel Revilla, desmontaban las coartadas de Dívar.
El domingo 3 de junio la asociación Jueces para la Democracia acuerda pedir la dimisión de Carlos Dívar, y tres vocales del Consejo General del Poder Judicial, que son miembros de la asociación y que en su momento exigieron que Dívar diera explicaciones sobre sus viajes y finalmente pidieron su dimisión, presentan en el Congreso de los Diputados una petición para comparecer por voluntad propia ante la Comisión de Justicia y explicar allí todas sus actividades y detallar los gastos en los que han incurrido desde su nombramiento, con lo que pretenden poner en evidencia a Dívar.
Finalmente, el jueves 21 de junio de 2012, Carlos Dívar acaba presentando su dimisión como presidente del Consejo General del Poder Judicial y del Tribunal Supremo, que se hace efectiva con su publicación en el BOE el sábado 30.
El 3 de septiembre de 2012 decide optar solo a la pensión, renunciando expresamente a la indemnización que le corresponde y que han recibido todos sus antecesores y que en su caso asciende a la cantidad de 208 000 euros (el 80 % del sueldo de los dos últimos años).
| Precedido por: Francisco José Hernando | Presidente del Tribunal Supremo 2008-2012                   | Sucedido por: Gonzalo Moliner Tamborero |
| Precedido por: Francisco José Hernando | Presidente del Consejo General del Poder Judicial 2008-2012 | Sucedido por: Gonzalo Moliner Tamborero |